# Всемирный конгресс миролюбивых сил

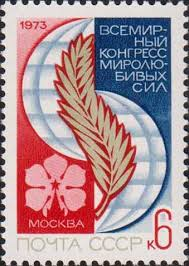

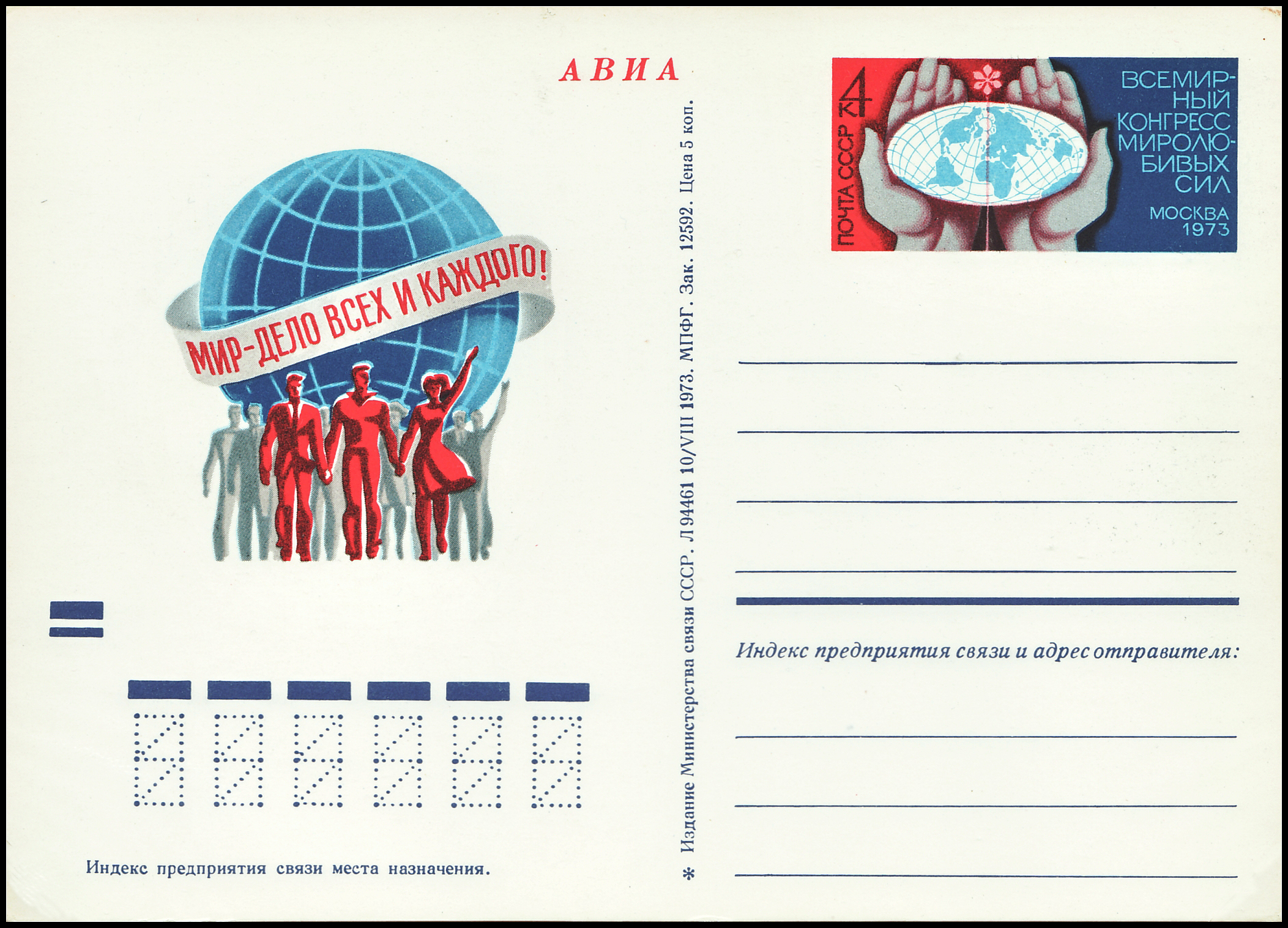

Всемирный конгресс миролюбивых сил за международную безопасность и разоружение, национальную независимость, сотрудничество и мир (фр. Congrès mondial des forces de la paix pour la sécurité et le international, l'indépendance nationale, la coopération et la paix) — проходил в Москве в Кремлёвском дворце 25 — 31 октября 1973 года. Лозунг — «Мир — дело всех и каждого».
В работе конгресса участвовали 3200 делегатов, представителей 120 международных и 1100 национальных организаций и движений из 143 стран мира.
Цель конгресса — выработка общего подхода к проблемам, решение которых жизненно важно для установления надёжного мира на нашей планете.
Выводы конгресса были изложены в его основном документе — коммюнике «За международную безопасность и разоружение, за национальную независимость, сотрудничество и мир», составленном в соответствии с докладами 14 комиссий конгресса по вопросам, имеющим первостепенное значение.
Плодотворная работа конгресса, его документы, отражающие чаяния народов всего мира, вызвали широкий одобрительный отклик во всех уголках земного шара.
Конгресс занял особое место в процессе усиления роли общественных сил в мировых делах, явился беспрецедентным форумом в истории общественных движений по широте представленных на нём политических партий, социальных сил, национально-освободительных движений, отражающих самые различные течения мирового общественного мнения. Всемирный конгресс миролюбивых сил собрался в то время, когда мир начал выходить из тупиков «холодной войны», когда процесс разрядки международной напряжённости был ознаменован первыми заметными успехами, когда перед ним встали новые, более сложные задачи и вместе с тем на его пути обозначились серьезные трудности и препятствия — когда, следовательно, возникла настоятельная необходимость осмыслить достигнутые результаты разрядки и наметить дальнейшие перспективы борьбы за то, чтобы сделать её действительно универсальным и необратимым процессом. Именно такую задачу и выполнил Всемирный конгресс миролюбивых сил.
На конгрессе с развернутой программой борьбы за справедливый, демократический мир, за безопасность народов и международное сотрудничество выступил Генеральный секретарь ЦК КПСС Л. И. Брежнев.
25 сентября 1973 года почта СССР выпустила в оборот художественную почтовую карточку и марку, посвящённые Всемирному конгрессу миролюбивых сил в Москве, тиражом 100 000 экз. Автор карточки и марки — Ю. Левиновский.

## Источник
- Краткий политический словарь. М. Политиздат. 1989 г.